# Aí penduro meu vestido
Aí penduro meu vestido (em castelhano:  "Allá cuelga mi vestido o Nueva York") é uma pintura de Frida Kahlo. A data de criação é 1933. Faz parte de uma coleção particular.

## Descrição e análise
A obra foi produzida com tinta a óleo sobre uma tela de fibras, durante a estadia de Kahlo e Diego Rivera em Nova York. O período foi considerado de solidão para a pintora, já que Rivera estava muito atarefado com encomendas, em especial as do Rockfeller Center. Na parte de trás do quadro, Kahlo escreveu: "Pintei isso em Nova York, enquanto Diego estava pintando o mural do Rockfeller Center".
Aí penduro meu vestido é interpretada como uma obra de crítica à sociedade capitalista dos Estados Unidos. O quadro retrata uma paisagem de Manhattan, sobre o qual repousa um vestido tradicional mexicano. O vazio no vestido --como se fosse um autorretrato, mas sem a retratada-- indica, possivelmente, que Kahlo imaginava que, mesmo estando materialmente em Nova York, sua alma continuava no México. Kahlo ainda ridiculariza aspectos da vida nos EUA, como o higienismo e a obsessão pelo esporte.